# Тройная проверка
«Тройная проверка» — советский художественный фильм, снятый в 1969 году режиссёром Алоизом Бренчем.

## Сюжет
1943 год. Великая Отечественная война. На Ленинградском фронте советский офицер Климов в бессознательном состоянии попадает в плен. Он соглашается на учёбу в немецкой разведшколе и добивается отправки в советский тыл.

## В ролях
- Игорь Ледогоров — Николай Константинович Климов, контрразведчик
- Виктор Чекмарёв — Штиллер, майор, начальник разведшколы абвера «Д-108»
- Валентина Егоренкова — Тамара
- Вия Артмане — фрау Грета, руководитель резидентуры
- Дзидра Ритенберга — старшая женского отделения
- Паул Буткевич — Имант Рудзитис, курсант
- Игорь Владимиров — Курау, полковник абвера
- Улдис Думпис — Краузе, майор СС
- Владимир Козел — Ветров, генерал, контрразведчик
- Ирина Куберская — Валентина, сотрудница школы абвера
- Геннадий Нилов — Волошин
- Лаймонас Норейка — полковник Гамов, контрразведчик
- Гурген Тонунц — Ахмет, он же Джафаров, шпион
- Георгий Шевцов
- Татьяна Игнатова
- Станислав Фесюнов — Синицын
- Игорь Боголюбов — Иванов
- Раднэр Муратов — Хабибуллин, советский контрразведчик
- Виктор Плют — Штайненберг
- Владимир Эренберг — Ратфельд, бригадефюрер, генерал-фельдмаршал абвера
- Людмила Аржаникова — эпизод
- Артур Димитерс — эпизод
- Волдемар Зандберг — эпизод
- Виктор Тарасов — Буряк
- Вадим Жук — эпизод

## Съёмочная группа
- Авторы сценария:
  - Освальд Кубланов
  - Андрей Донатов
- Режиссёр: Алоиз Бренч
- Оператор: Генрих Пилипсон
- Художник: Виктор Шилдкнехт
- Композитор: Вениамин Баснер
- Звукооператор: Адиль Шахвердиев